# Les Deaton
Leslie Hobart Deaton, detto Les (Carlisle, 23 settembre 1923 – Des Moines, 18 novembre 1989), è stato un cestista e allenatore di pallacanestro statunitense, professionista nella NBL.

## Carriera
Giocò per due stagioni nella NBL, disputando complessivamente 83 partite con 3,7 punti di media.